# Михайло Бучацький
Міхал (Міхаель, Михайло) Бучацький на Підгайцях гербу Абданк (Michael de Buczacz de Podhajce, Michael Habdank de Buczacz)  (1370/1384 — 1438 або 1450) — польський шляхтич, військовик, урядник. Власник чималих маєтностей в руських землях.

## Біографія
Син сілезького шляхтичаМіхала Авданця з Бучача та його дружини Малґожати Колянки (Коли). Народився, можливо, у Бучачі; Бучач успадкував по тому, як місто з невідомих причин певний час перебувало в чужих руках.
1426 року був послом до Молдавії, уклав договір з місцевим воєводою (господарем). Намісник короля у Кам'янці після Пйотра Шафранця.
Після смерті великого литовського князя Вітовта 27 жовтня 1430 р. разом з братами Теодориком, Міхалом «Мужилом» вирушив з військом з Галицької землі (частини Королівства Русі) на Поділля. Литовський намісник Кам'янця Іван Довґірд не знав про смерть великого литовського князя Вітовта, тому М. Бучацький, латинський єпископ Кам'янця Павел з Боянчиць та попередній кам'янецький староста Грицько Кердейович викликали його на «розмову» та ув'язнили. Так поляки, в тому числі М. Бучацький, зайняли замки Кам'янця (за Яном Длуґошем, став першим комендантом замку (польської залоги)), Смотрича, Червоногороду, Скали, усунувши литовські гарнізони, вірні князю Свидриґайлу.
Під час перемовин в ході війни за Поділля військо литовського великого князя Свидригайла блокувало короля Владислава II Ягайла, змусивши згодитись на повернення замків Західного Поділля литовцям. Король віддав два накази: офіційний — повернути замки та територію Свидриґайлу, таємний — навпаки, який і був виконаний М. Бучацьким. Союзнику Свидриґайла князю Федору Острозькому не вдалось захопити замки.
У 1431 році під час облоги Луцька стало відомо про несподіваний напад союзника князя Свидриґайла — молдавського воєводи Александру «Чел Буна» («Доброго») — на Коломийський, Галицький та Кам'янецький повіти. За наказом короля, терміново разом з братами повернувся назад; завдали нападникам поразок в сутичках, повернули частину награбованого та взятих в полон людей.; при переправі на Дністрі.
У 1433 році брав участь у підписанні перемир'я зі Свидриґайлом. Це допомогло Владиславу II Яґайлу в ході наступної війни приєднати Західне Поділля до Корони Польської. У подяку за таку послугу король надав йому землі і найвищі посади на Поділлі, Руському воєводстві. Того ж 1433 року:
- як королівський староста приймав у Коломиї ленну присягу господаря Молдавії Штефана II;[5]
- у червні разом з генеральним руським старостою Вінцентієм з Шамотул як представники «панів Коронної Русі» без відома короля уклали перемир'я з подільським та луцьким старостами — Федьком Несвізьким та Олександром Носом (представниками Свидриґайла)[11]. (за іншими даними, разом з іншими шляхтичами Корони Польської уклав перемир'я до кінця року з Свидриґайлом[5]).

У вересні 1434 р. визволив з ув'язнення Федора (Федька) Несвізького, якого Свидриґайло погрожував стратити, і схилив до переходу на бік короля Владислава II Яґайла.
У 1438 (іноді вказують 1450) р. загинув у битві з татарами (коло Зелених свят вторгнулись на Поділля царика (хана Золотої Орди) Саїда Агмета І, онука Таш-Тимура. С. Баронч називає його «гетьманом». Припускають, був перепохований у Львові, де існувала родинна каплиця Бучацьких в Латинському соборі, закладена перед 1440 р., був надгробок з пам'ятною епітафією. Баронч С. наводить такий текст надгробної епітафії:
Incomparabilis heros Michael Buczacius; Podoliae Praefectus, hic condi sua ossa voluit. Cujus si virtutem spectes, Viator, satis vixit! Si aetetem? parum. Is siquidem profligatis toties Valachis, Tartaris, Incubatorobusque Magni Ducatus Lithvanie, quum Patriam; Avitamque horeditatem defensurus, cum Barbaris animose conflixisset, circmventus a multitudine; maluit in praelio foetiter occumbendo: egregiam sui memoriam relinquere, quam furiendo: turpiter avitae gloriae deesse.
У журналі «Lwowianin» (редактор Людвік Зелінський, 1830—1840-і) вказувалось, що його надгробок у львівській катедрі був з часом перенесений до каплиці Замойських, а написи на ньому зникли під час воєн та різних несприятливих обставин. Про наявність надгробка стверджував також Ян Димітр Соліковський. Авторство надгробка приписували майстру Панкрацеві Лябенвольфу (Нюрнберг). Останні дослідження свідчать, що це — центральна частина надгробка Миколая Гербурта-Одновського, який нині вмурований у стіну презбітерію.

### Посади
Перша відома посада — староста галицький (1414–1436 рр). 1433–1437 р. — каштелян галицький; староста кам'янецький, перемиський . 1434 р. — чесник галицький; з 1437 р. (до смерті) — подільський воєвода, зокрема, захищав Поділля від нападів татар. Був старостою в Долині.

### Маєтності
У 1437 році став власником села Чешибіси (тепер Єзупіль) та Ганнусівки.

## У літературі
Негативний персонаж роману «Сумерк» Юліана Опільського.

## Шлюб, діти

Сулима — герб дружини Ельжбети

Дружина (бл. 1414 р.) — Ельжбета на Княгиничах, Підгайцях, Кукільниках Бучацька гербу Сулима (1400 — після 1441) — донька Пйотра Влодковича з Харбіновичів, Княгиничів (Княгиницького), сестра галицького каштеляна Яна. У подружжя народились сини:
- Ян (пом. між 14 липня 1453 р.[22]/25 травня 1454 р.[23]) — староста теребовельський[24]
- Миколай з Бучача і Чешибісів (пом. бл. 1459), також набув села Богородчани, Ямниця, Черніїв, Хриплин, місто Литвинів після смерті брата Яна[25]
- Пйотр з Чешибісів (пом. бл. 1485[26]), у шлюбі з Малґожатою (пом. після 1489[27]) мав двох доньок:
  - Анна — дружина Яна Каменецького (каштеляна львівського)
  - Зузанна (Сюзанна) — дружина Станіслава Шафранця з Пескової Скали (каштеляна сондецького)
- Міхал (бл.1410 — 6 вересня 1450) — загинув у битві під містечком Красне, тепер село Мурованокуриловецького району[28] (чи «Красним полем»), був похований у Львові,[29] в крипті родинної каплиці Бучацьких (вхідна з костелу до захристя[16] львівської катедри , існувала перед 1440 р.[16] закладена Анною Бучацькою  за іншими даними, ця інформація стосується батька[1]
- Якуб з Підгаєць (1430/38—1501) — воєвода подільський, каштелян галицький, староста генеральний подільський 1485 р., воєвода руський 1499 р.

## Опис судового засідання руською мовою
1435 року під час розгляду справи галицьким судом українською (руською) мовою був зроблений запис в справі злочинця-втікача — рідкісна з небагатьох пам'яток права XV ст. руською мовою.